# Hagyományok Háza
A Hagyományok Háza kiemelt nemzeti intézmény, melynek célja a Kárpát-medence hagyományos (paraszti, népi) kultúrájának közvetítése a mindenkori közkultúra felé, a néphagyomány élhető műveltségi tényezőként, érvényes tudásként való megjelenítése a közművelődésben, a szórakozásban, az oktatásban.

## Épületei
A Budai Vigadó  épülete a Corvin téren, a Fő utca és az Iskola utca által közrefogott területen, az egykori katonai raktárépület helyén Kallina Mór és Árkay Aladár tervei alapján épült föl. Halmos János polgármester 1900. január 20-án adta át az épületet.
2006-2007 között az épület külső rekonstrukciójára, 2015-2018 között belső felújításra került sor, mindezek nyomán az eklektikus épület nagyobb részt visszakapta eredeti díszeit, ugyanakkor belső terei megújultak és kibővültek. A belső udvar befedésével, valamint a tetőtér beépítésével az épületben működő Hagyományok Háza igényeit hatékonyabban szolgálja.

## Előzmények
A Budai Vigadó Corvin téri épülete olyan valóságos és egyben szimbolikus tér, amely meghatározó szerepet játszik a hazai folklorizmushoz  kapcsolódó alkotói folyamatokban és közösségi tevékenységekben. Az épület 1951 óta különböző elnevezésekkel, változó tartalmakkal és hangsúlyokkal intézményes hátteret ad a népművészeti-közművelődési tevékenységeknek. Ezen a helyen működött ugyanis a Népművészeti Intézet 1951-től, majd Népművelési, később Magyar Művelődési Intézet elnevezéssel és legutoljára, a Hagyományok Házával már párhuzamosan a Nemzeti Művelődési Intézet. Ugyanebben az épületben tartja próbáit és előadásait a Magyar Állami Népi Együttes (MÁNE) is 1951-es megalapítása óta.
A Népművészeti Intézetet az 1948-ban felszámolt, amatőr művészeti mozgalmakat koordináló intézmény helyett alapították 1951-ben. A Muharay Elemér vezette néprajzi osztályon népzenei és néptánc gyűjtőmunka vette kezdetét olyan jeles szakemberek közreműködésével, mint Martin György, Pesovár Ernő, Kerényi György, Lajtha László.  A terepmunka mellett tanfolyamokat szerveztek, elindították a Néptáncosok Kiskönyvtárát. Az igazgató, Széll Jenő 1955-ös leváltását és az intézet 1956-os átszervezését névváltoztatás is követte, ugyanakkor az 1957-ben létrehozott Népművelési Intézet tágabb hatóköre kiterjedt az amatőr művészeti mozgalomra és a népművelés minden ágára. A népművészeti vonal erejét igazolja a folytatódó néprajzi gyűjtőmunka, a megerősödött néptáncos tanfolyami rendszer, ennek nyomán pedig a minőségi, művészeti megújulás országszerte. A korszak koreográfus nemzedéke (Szigeti Károly, Györgyfalvai Katalin, Novák Ferenc, Kricskovics Antal, Timár Sándor) az egyetemes táncművészet szintjére emelte alkotásaival a színpadi táncfolklorizmust. Az országos koreográfiai versenyek (Szolnoki Országos Néptáncfesztivál 1964, Zalai Kamaratánc Fesztivál 1965) indulása, és az amatőr együttesek minősítési rendszere ehhez az időszakhoz köthető. Keszler Mária vezetésével gyermektáncpedagógus munkacsoport, valamint a nemzetiségi együttesvezetői képzés indult ekkoriban.

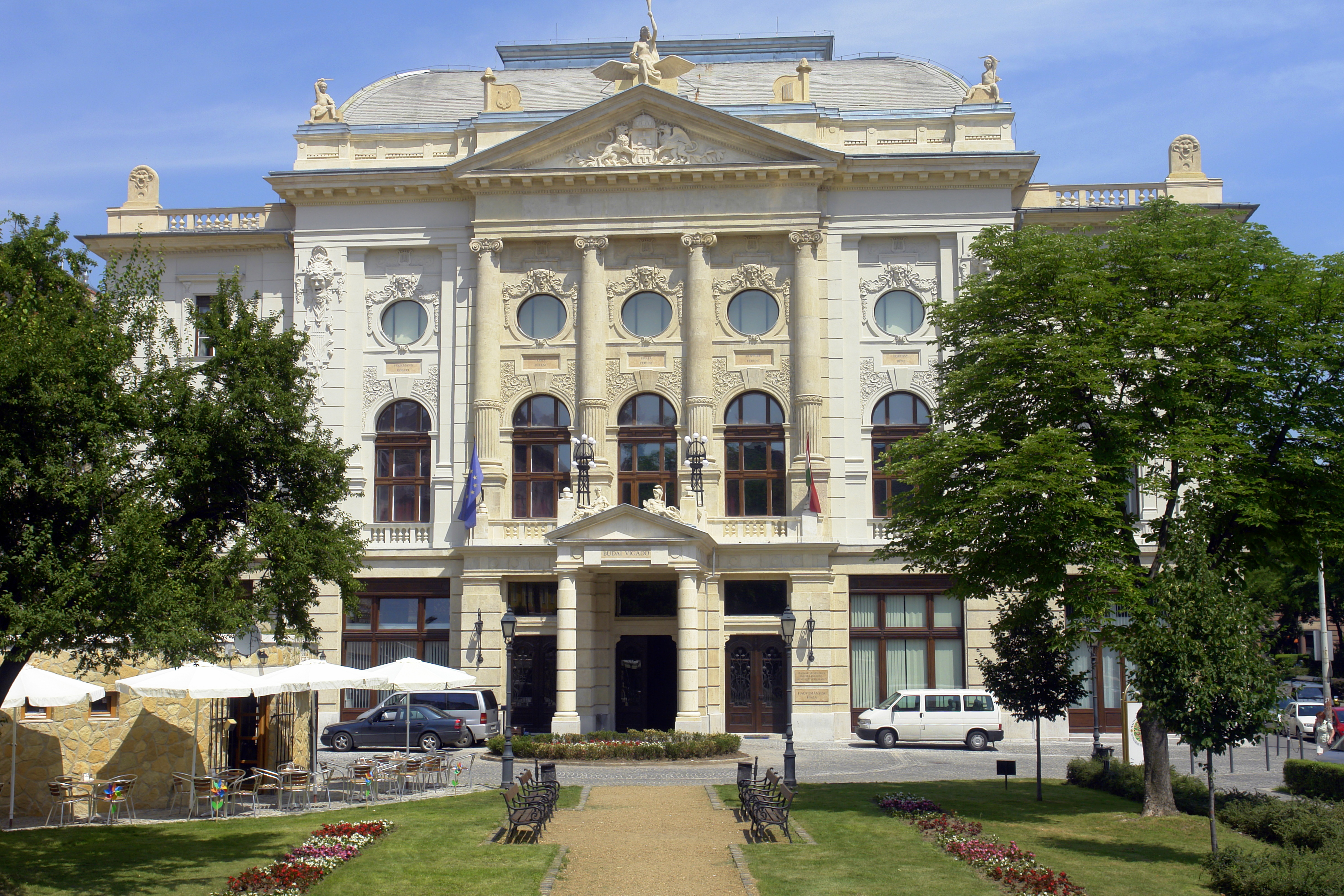
A Budai Vigadó

1958-tól a kézműves alkotóközösségeket, a tárgyalkotást módszertanilag megerősítő szakkörvezető képzés vette kezdetét. 1953-tól a Népi Iparművészeti Tanács elsősorban a népművészeti-háziipari szövetkezetekben dolgozók alkotásaival foglalkozott, szakági kiállításokat szervezett, zsűrizte a kézműves tárgyakat. Néprajzi szempontból hiteles gyűjtések alapján módszertani kiadványsorozat készült.
A szakkörök, stúdiók, alkotótáborok, alkotóházak tagsága az 1980-as években 40-50 ezer embert jelentett. 1973-tól ennek a körnek biztosít fórumot az Országos Népművészeti Kiállítás. Mindezekben az eredményekben közvetlen szerepe volt az intézet vezetését 1972-ben átvevő Vitányi Ivánnak, aki az ekkor kibontakozó táncházmozgalom és a kézműves nomád nemzedék neofolklorizmus kezdeményezéseinek helyet adott az intézmény falai között. 1981-es megalapításától a Néptáncosok Szakmai Háza közvetítő szerepet töltött be a folklorizmus mozgalom és a tudományos élet között.  A néptáncmozgalom (amatőr együttesek, koreográfusok, népzenészek) számára elérhetővé tette az archív népzenei és néptánc felvételeket, dokumentálta a revival mozgalom eseményeit, megnyilvánulásait.

## Az intézmény története
„1996-tól azon törtük a fejünket, hogyan lehetne a hagyományápolás szálait ismét egyesítve a már többször is elkezdett, s ismételten megszakított munkát folytatni. Így került sor a Hagyományok Háza megalapítására, amely az időközben Magyar Művelődési Intézetté alakult Népművelési Intézet perifériára szorult, néphagyománnyal foglalkozó részeit egyesítette a Magyar Állami Népi Együttessel és az újonnan kialakított revival-mozgalmat kiszolgáló archívummal. Így a hagyományápolás valamennyi szegmense egy intézet keretei közé került, és önálló költségvetési támogatást kapott ismét.”
A Kárpát-medencei néphagyomány ápolására és továbbéltetésére létrehozott nemzeti intézményt a Nemzeti Kulturális Örökség minisztere (Rockenbauer Zoltán) 2001. január elsején alapította a Kelemen László akkori miniszteri biztos, Sebő Ferenc, a Magyar Állami Népi Együttes művészeti igazgató, Pávai István népzenekutató és Héra Éva, a Magyar Művelődési Intézet Népművészeti Főosztályának vezetője által készített koncepció alapján. Az intézmény megalapítását széleskörű egyeztetés is megelőzte a terület civil szervezeteivel, ennek nyomán a felálló intézmény Alapító Okiratában vállalta a híd szerepet az államigazgatás és a civil mozgalmak között. A MÁNE a Hagyományok Háza jogelődje az alapító okirat szerint. Az intézmény vezetője 2001 és 2021 között Kelemen László, 2021. november 19. óta Both Miklós.
2004-ben létrejött Népi Iparművészeti Tanácsadó Testület, valamint a Magyar Népi Iparművészeti Múzeum.
2016-ban Kiemelt nemzeti intézményi státuszt kapott a Hagyományok Háza.
2017-ben hosszabb előkészület után a Hagyományok Háza megyei és határon túli hálózatának kialakítása indult el.
Az épület rekonstrukciója idején a Corvin téri épületet teljesen ki kellett üríteni, tevékenységét ez idő alatt átmenetileg a Naphegy tér 8. irodaházban, a Magyar Állami Népi Együttes a Fém utca 8. szám alatt, a Folklórdokumentációs Archívum pedig a BTK Zenetudományi Intézetében folytatta. A Magyar Állami Népi Együttes előadásai ez idő alatt a MOM Kulturális Központban, a Marczibányi téri Művelődési Központ, Bethlen téri színházban voltak láthatóak.

## A Hagyományok Háza tevékenységei
A Hagyományok Háza nemcsak a jogelőd Magyar Állami Népi Együttes révén kapcsolódik az előbb ismertetett tevékenységekhez. A tevékenységek és a betöltött szerep szempontjából többféle közvetlen előd intézménnyel is számolni kell: a Népművészeti Intézet (1951-től), majd az ennek átalakításával létrejött Népművelési Intézet (1957-től), a Néptáncosok Szakmai Háza (1981-től), a Magyar Művelődési Intézet Népművészeti Főosztálya (1992-től), a Népi Iparművészeti Tanács, valamint az ehhez tartozó tárgygyűjtemény – 2005 óta Magyar Népi Iparművészeti Múzeum -, melyek eszmeiségének, tevékenységeinek közvetlen örököse.
A Hagyományok Háza küldetése a Szervezeti és Működési Szabályzat meghatározása alapján „a magyar nemzeti kultúra részét képező letűnt vagy eltűnőben lévő kisközösségi („falusi”, „paraszti”) kultúra elemeinek életben tartása, felélesztése, élővé tétele és visszajuttatása a ma és a holnap kulturális közéletébe.” Minden időszakban tudatosan integrálja a tudomány – művészet – közösségi művelődés hármasát a folklorizmus, a néphagyomány műveltségi elemmé tétele, kulturális gyakorlatba illesztése érdekében. A népművészeti alkotóközösségek, egyáltalán a nemzeti kultúra részét képező hagyományőrzés, -éltetés, örökségesítés a néprajzkutatás tudományos eredményein alapulnak.
A Hagyományok Háza szakmai feladatai három nagyobb szervezeti egység – a Magyar Állami Népi Együttes, a Folklórdokumentációs Könyvtár és Archívum és a Népművészeti Módszertani Műhely – között oszlanak meg. Ezek munkáját adminisztrációs és gazdasági apparátus, műszaki-karbantartási, a működést és a szakmai tartalmak megvalósításához nélkülözhetetlen hátteret adó szervezeti egységek segítik.
A Magyar Állami Népi Együttes hivatásos táncegyüttesként a magyar és a Kárpát-medencei nemzetiségek néptánc és népzenei örökségének színpadi megformálásával a művészi folklorizmust képviseli. Repertoárjának, részét képezik a Kárpát-medence népeinek folklórját és történeti táncokat is feldolgozó darabjai, csakúgy, mint a nemzetközileg is népszerű kortárs néptáncszínházi alkotások. Az előadásokat a székházban, hazai és az ország határain túli játszóhelyeken mutatják be. A műsorok közt egyaránt találunk autentikus és táncszínházi megközelítésben készült alkotásokat.
A Folklórdokumentációs Könyvtár és Archívum egyfelől a magángyűjtőktől és különböző intézményektől kapott és vásárolt folklórgyűjtéseket archiválja, katalogizálja és szolgáltatja, azaz digitális formában, tudományos rendszerbe illeszkedő adatolással teszi hozzáférhetővé. Másfelől könyvtári szolgáltatást végez a hagyatékok és vásárlás útján beszerzett néprajzi könyv- és folyóirat-állományból, népzenei lemezekből, CD-kből és egyéb audiovizuális kiadványokból. A Folklóradatbázisban  nagyobb hangsúlyt kap az eredeti gyűjtött folklór anyag közzététele, de a revival mozgalom dokumentumai is megtalálhatóak itt. Az utóbbiak közül Halmos Béla Orális Archívuma  és Táncház Archívuma  külön említést érdemel, mint a folklorizmus mozgalmak megismerésének, kutatásának egyedülálló forrása.
A Népművészeti Módszertani Műhely (NMM) feladata a tudásátadás, a kulturális emlékezetként továbbélő népi műveltség tartalmainak fenntarthatóvá tétele, valamint mindazon módszerek, jó gyakorlatok és eljárások felkutatása és széles körű terjesztése, amelyek a néphagyomány kortárs kultúrában történő alkalmazása során sikeresnek bizonyultak. Konferenciákat, képzéseket, szakmai fórumokat, mesterségbemutatókat, komplex gyermekprogramokat, táborokat, kiállításokat és koncerteket szerveznek, kiadványokat és online tananyagokat készítenek, zsűriznek a népművészet különböző területein: a néptánc, népzene, népköltészet, kézművesség témáiban. 
Az intézmény részét képező Magyar Népi Iparművészeti Múzeum gyűjteménye közel 10 000 tárgyból áll. A népművészeti háziipari szövetkezetek munkái, az országos szakági pályázatok díjazott alkotásai, egy-egy népi kézműves alkotó életművének reprezentatív művei egyaránt föllelhetőek itt. A népi iparművészeti tárgyak, kézműves alkotások szakmai zsűrizése 1953 óta folytonos. A Népi Iparművész címet elnyerő alkotók a minőség garanciáját igazoló védjeggyel árusíthatják termékeiket. A fiatal tehetségek elismerését szolgálja a Népművészet Ifjú Mestere pályázat 1972 óta. 2017-ben  a népi előadóművészetek területén is létrejött a népi iparművészeti zsűrizéssel rokon rendszer, a Népi Előadó-művészeti Minősítő zsűrizés.
2017-ben a Hagyományok Háza hozzákezdett megyei és határon túli hálózatának kiépítéséhez. Az ország határain belül olyan civil szervezetekkel kötött stratégiai megállapodást, amelyek saját régiójukban meghatározó szerepet töltenek be. Ezek a szervezetek a kisközösségek és az országos intézmény között híd szerepet töltenek be, számuk fokozatosan gyarapszik, mára szinte minden megyére kiterjed az országon belül. A határon túl Szlovákiában, Ukrajnában, Romániában és Szerbiában fiókszervezetek kezdték meg tevékenységüket 2017-ben. Továbblépésként 2019-ben az Erdélyi Hagyományok Háza Alapítvány immár önálló, de a Hagyományok Házával stratégiai partnerségben dolgozó szervezetként végzi a néphagyomány dokumentálásával, élővé tételével kapcsolatos feladatokat a legjelentősebb lélekszámú magyar kisebbség körében.
A Hagyományok Háza Szervezeti és Kommunikációs Főosztálya szintén bekapcsolódik a tartalmi tevékenységbe: nagyrendezvényeken, fesztiválokon szervez programokat, valamint a székházban működő felnőtt táncház és ismeretterjesztő programok, tematikus napok keretében a szélesebb közönség, az érdeklődők számára teszi hozzáférhető kulturális élménnyé a néphagyomány jelenségeit. Az intézmény olyan, a hagyományos kultúránk hírnevét öregbítő kezdeményezések mellé állt vagy indított maga útjára, mint például a Fölszállott a páva televíziós vetélkedő, a Táncház Napja, a balatonfüredi Anna-bál prímásversenye, a Kárpát-medencei Táncházzenészek Találkozója vagy a nagyszabású Újév-köszöntő gála. A tudatos, szisztematikus nemzetközi kapcsolatépítés kézművesség, tánc- és zenei revival területén most van kibontakozóban.  A nemzetközi osztály feladata 2017 óta pályázat útján kiválasztott portfóliós zenekarok nemzetközi színtérre segítése. A Hagyományok Háza 2018 novembere óta képviseli teljes jogú tagként Magyarországot a Global Public Diplomacy Network szervezetben és alapító tagja a European Folk Network szervezetnek.
A Hagyományok Háza sokféle tevékenysége összekapcsolja a folklór revival gyakorlatát és a néprajztudomány elméleti oldalát. A gyakorlat orientált munka a néprajzi alapkutatásokra támaszkodik a több évtizedes szakmai tradíciónak köszönhetően. A Hagyományok Háza az alkalmazott néprajz meghatározó szerepet betöltő intézménye.